# Unió Nacional Democràtica (Armènia)
La Unió Nacional Democràtica d'Armeni (en armeni Azgayin Zhogovrdavarakan Miutyun) és un partit polític armeni fundat i dirigit per Vazgen Manukyan, Primer Ministre d'Armènia el 1990-1991, i Davit Vardanian.

## Història
El partit va rebre el 7,7% dels vots en les eleccions parlamentàries armènies de 1995, amb la qual cosa li foren atorgats 5 escons en l'Assemblea Nacional Armènia. Va aconseguir un escó més després de les eleccions parlamentàries armènies de 1999.
Actualment el partit no compta amb representació a l'Assemblea Nacional, i va refusar participar en les eleccions parlamentàries armènies de 2018. Tanmateix, el partit va afirmar que la seva intenció era reagrupar-se, redefinir la seva ideologia i reforçar la seva posició després de les eleccions parlamentàries de 2018.